# Wanda Heger
Wanda Heger, född Hjort den 9 mars 1921 i Oslo, död 27 januari 2017,  var en norsk socionom och motståndskvinna under andra världskriget.
I oktober 1942 blev hon tillsammans med sin familj deporterad till Tyskland och civilinternerad i Gross Kreutz, väster om Potsdam. Tillsammans med andra medlemmar av den norska kolonin gjorde hon en stark insats för landsmän i koncentrationslägren, genom att förmedla brev och meddelanden och lämna ut matvaror och mediciner. En viktig del av verksamheten var skapandet av ett illegalt kartotek över norska fångar i tyska fängelser och lärare, något som bidrog till att rädda många liv under Folke Bernadottes vita bussar-aktion våren 1945.
Heger är dotter till Johan Bernhard Hjort, och syster till Johan och Peter Hjort. Hon gifte sig 1945 med läkaren Bjørn Heger, med vilken hon fick sex barn.
Heger gav 1984 ut Hver fredag foran porten tillsammans med Guri Hjeltnes. I Fjersynsteatrets dramadokumentär De hvite bussene spelades hon av Elisabeth Sand.

## Utmärkelser[2]
- 1985 - Carl Hammerichs Minnepris
- 1995 - St. Olavs Orden av 1:a klassen
- 1995 - Torstein Dales Minnespris